# Kościół Najświętszego Serca Pana Jezusa w Sarnowie
Kościół Najświętszego Serca Pana Jezusa – zabytkowy, drewniany kościół w Sarnowie (do 1950 r. Reisheim), w województwie podkarpackim, w powiecie mieleckim, w gminie Tuszów Narodowy. Do rejestru zabytków został wpisany 13.05.1987 r. pod numerem A-512. W jego otoczeniu znajduje się murowana plebania (dawna szkoła ewangelicka) wpisana również do rejestru zabytków (numer A-792 z 9.05.2012 oraz wolnostojąca murowana dzwonnica z 1953 r.

## Historia
Kościół został zbudowany przez niemieckich kolonistów w 1833 r. jako świątynia protestancka w miejsce istniejącego od 1802 r. niewielkiego domu modlitwy. W 1942 r. po przesiedleniu Niemców do kolonii Hohenbach (Czermin) został przejęty przez osiedlonych na ich miejsce Polaków katolików. Parafia pod wezwaniem Najświętszego Serca Pana Jezusa w Sarnowie została erygowana 3 grudnia 1951 r. Kościół był remontowany w 1952 r. i w 1994 r. Podczas remontu w 1994 r. wybudowano ogrodzenie wokół kościoła.

## Architektura i wnętrze
Kościół jest drewniany, jednonawowy, szalowany, wybudowany w konstrukcji zrębowej. Składa się on z prostokątnego prezbiterium oraz szerszej nawy z wydzieloną kruchtą. Po bokach prezbiterium znajdują się zakrystia i składzik. Na każdym z dłuższych boków nawy znajdują się 3 okna, a na jej krótszym boku od strony chóru 2 mniejsze. Dach dwuspadowy, kryty blachą. Na nim wieżyczka sygnaturki. Chór muzyczny wsparty na 6 okrągłych kolumnach. We wnętrzu znajdują się 3 ołtarze: główny z obrazem Najświętszego Serca Pana Jezusa, po jego bokach ołtarze św. Józefa i Najświętszej Marii Panny.